# Brongniartia pacifica
Brongniartia pacifica är en ärtväxtart som beskrevs av Mcvaugh. Brongniartia pacifica ingår i släktet Brongniartia och familjen ärtväxter. Inga underarter finns listade i Catalogue of Life.